# Aemilia brunneipars
Aemilia brunneipars là một loài bướm đêm thuộc phân họ Arctiinae, họ Erebidae.